# Port lotniczy Farafangana
Port lotniczy Farafangana (IATA: RVA, ICAO: FMSG) – port lotniczy położony w Farafangana, w prowincji Fianarantsoa, na Madagaskarze.

## Linie lotnicze i połączenia
| Linia Lotnicza | Kierunek        |
| -------------- | --------------- |
| Air Madagascar | 1. Antananarywa |